# Thỏ lông nâu

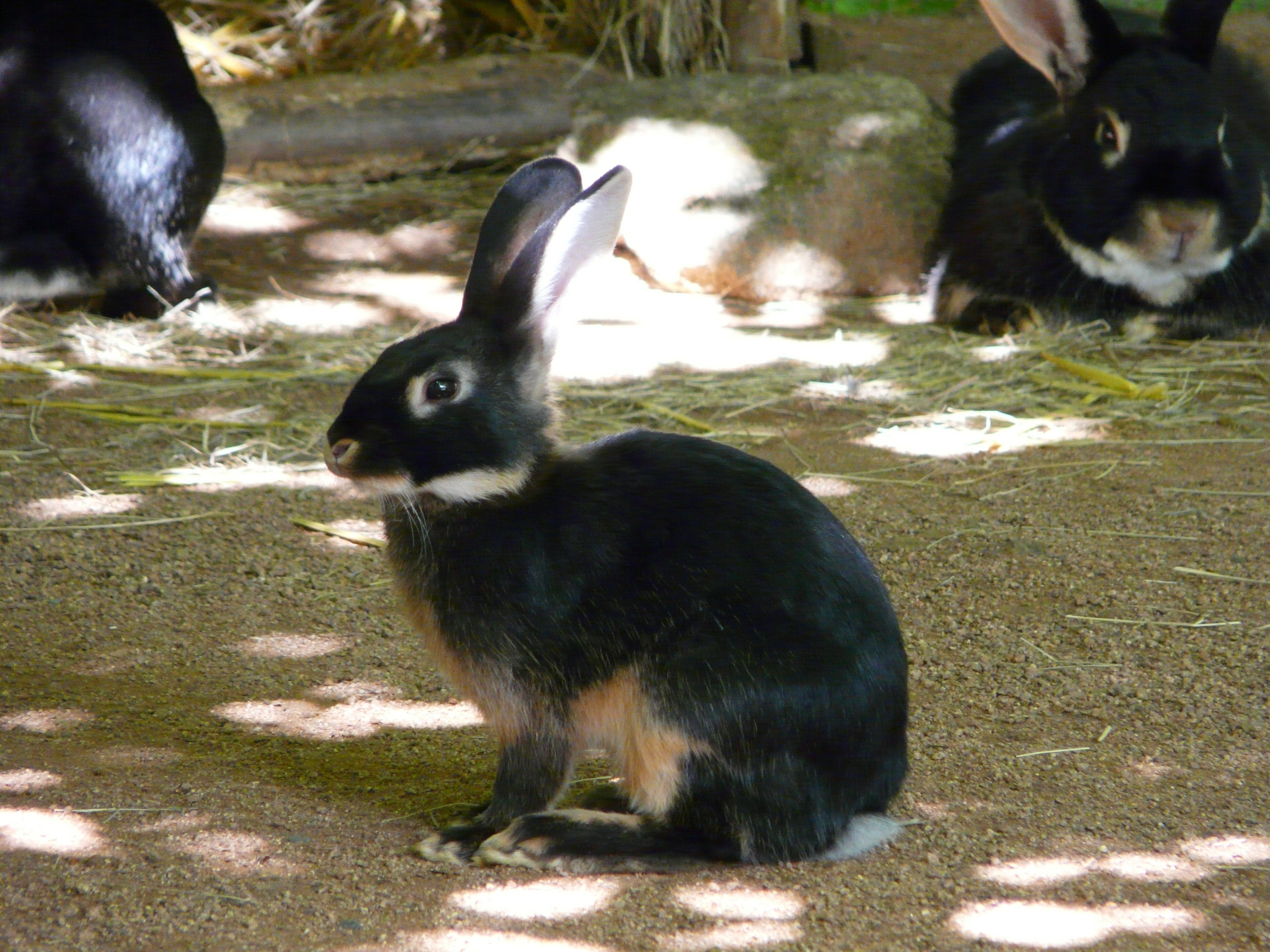
Một con thỏ lông nâu

Thỏ lông nâu là một giống thỏ có nguồn gốc từ Anh. Là một trong những giống thỏ được phát hiện lâu đời nhất tại Anh vào những năm 1880. Chúng nặng 1,9 kg, là loài thỏ dùng để biểu diễn. Chúng là thỏ lai giữa thỏ Rex con (mini Rex) và thỏ tai cụp Hà Lan (Holland lop). Trong những năm gần đây, chúng đã trở nên phổ biến tại Hoa Kỳ.

## Đặc điểm
Chúng có màu rám nắng trong bốn loại: màu đen, màu xanh, chocolate và hoa cà. Thịt thỏ rất nạc, nhỏ gọn, cơ thể cân bằng tốt. Chúng nổi bật vì dấu hiệu độc đáo, độ tương phản và cường độ về màu sắc. Có bốn loại (màu sắc) trong giống này gồm màu đen, màu xanh, chocolate và hoa cà. Chúng là vật nuôi nhạy cảm với các yếu tố ngoại cảnh (chốn trạy, sợ tiếng động), khả năng thích ứng với môi trường kém. Sống trong nhà chúng sẽ được an toàn hơn.
Cần tránh tiếp xúc với các loài động vật khác, đặc biệt là chuột. Nếu ban ngày chúng ăn không hết thức ăn thì cần vét sạch máng, nếu thừa chuột sẽ lên ăn và cắn chết thỏ, nhất là thỏ con mới đẻ. Thỏ là loài gia súc yếu, sức đề kháng cơ thể kém, dễ cảm nhiễm các mầm bệnh và phát triển thành dịch, khi mắc bệnh chúng rất dễ chết.
Dạ dày chúng co giãn tốt nhưng co bóp yếu. Nhiều con bị chứng sâu răng hành hạ và có vấn đề về tiêu hóa. Chúng cũng bị mắc một số bệnh như bại huyết, ghẻ, cầu trùng, viêm ruột, do ăn thức ăn sạch sẽ, không bị nấm mốc. Nếu thấy chúng có hiện tượng phân hôi, nhão sau đó lỏng dần thấm dính đét lông quanh hậu môn, kém ăn, lờ đờ uống nước nhiều đó là bệnh tiêu chảy. Chúng hiếu động và ham chạy nhảy, sinh trưởng tốt, nuôi chúng không cần nhiều diện tích.

## Chăm sóc

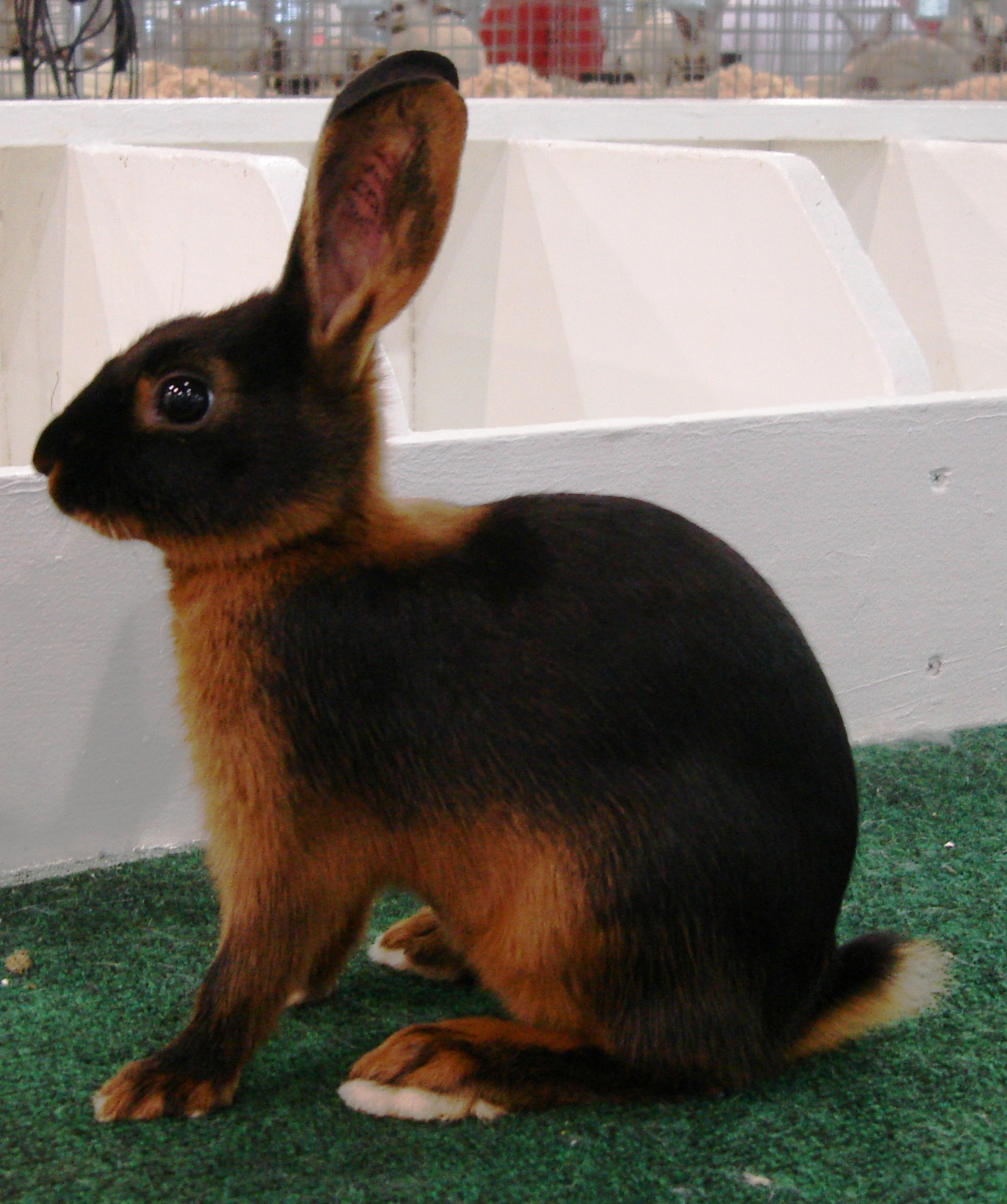

Thỏ non nên được cho ăn thức ăn viên và cỏ khô. Chúng là một con thỏ khá nhỏ và có thể được đặt trong một cái lồng nhỏ như 24 "X 18" miễn là chúng được tập luyện thường xuyên. Là một con vật năng hoạt động, chúng cần tập thể dục thường xuyên. Chúng không bao giờ được phép đi lang thang ở một khu vực ngoài lồng mà không cần giám sát.
Thỏ sơ sinh sau 15 giờ mới biết bú mẹ. Trong 18 ngày đầu thỏ hoàn toàn sống nhờ sữa mẹ. Nếu được bú đầy đủ thì da phẳng và 5-8 ngày đầu mới thấy bầu sữa thỏ mẹ căng phình ra, thỏ con nằm yên tĩnh trong tổ ấm, chỉ thấy lớp lông phủ trên đàn con động đậy đều. Nếu thỏ con đói sữa thì da nhăn nheo, bụng lép và đàn con động đậy liên tục. Nguyên nhân chủ yếu thỏ con chết là do đói sữa, dẫn đến suy dinh dưỡng, chết dần từ khi mở mắt.
Cho ăn cà rốt có thể khiến chúng bị sâu răng, cũng như gây nên những vấn đề về sức khỏe khác. Cà rốt và táo chứa nhiều đường thực vật, chỉ nên cho thỏ ăn những loại này ít. Chúng thích cam thảo nhưng nó lại không tốt bởi thỏ không thể tiêu hóa đường. Chúng thông thường không ăn rau củ có rễ, ngũ cốc hoặc trái cây, đặc biệt là rau diếp. Nên cho thỏ ăn cỏ, cải lá xanh đậm như bắp cải, cải xoăn, bông cải xanh (phải rửa sạch).
Luôn có thức ăn xanh trong khi chăm sóc, lượng thức ăn xanh cho chúng luôn chiếm 90% tổng số thức ăn trong ngày. Có thể cho chúng ăn thêm thức ăn tinh bột, không được lạm dụng vì chúng sẽ dễ bị mắc bệnh về đường tiêu hóa dẫn đến chết. Nhiều người cho rằng thỏ không cần uống nước là sai. Thỏ chết không phải do uống nước hay ăn cỏ ướt mà vì uống phải nước bẩn và ăn rau bị nhiễm độc.